# Buckland Abbey
Buckland Abbey ist eine ehemalige Zisterziensermönchsabtei in England. Das am weitesten im Westen gelegene Zisterzienserkloster Englands liegt in Buckland Monachorum in der Nähe von Yelverton in der Grafschaft Devon, rund 7 km südlich von Tavistock und 2 ½ km westlich der Straße nach Plymouth.

## Geschichte
Im Jahr 1278 wurde das Kloster von Amicia, der Gräfin von Devon, gestiftet. Die als eines der letzten Zisterzienserklöster in England gegründete Abtei (später nur Rewley Abbey und St. Mary of Graces Abbey in London) war ein Tochterkloster von Quarr Abbey auf der Isle of Wight, das der Kongregation von Kloster Savigny entstammt und mit diesem der Filiation der Primarabtei Clairvaux angehörte. 1539 wurde das Kloster von der Krone eingezogen. Nachdem es 1539 an George Pollard zu Lehen gegeben worden war, ging es bereits 1541 an Sir Richard Grenville über und wurde anschließend zu einem Herrenhaus umgebaut, das 1580 an Sir Francis Drake veräußert wurde, dessen Nachkömmlinge es bis 1946 besaßen. 1938 wurde das Haus durch einen Brand erheblich in Mitleidenschaft gezogen. 1948 gelangte die Anlage an den National Trust.

## Anlage und Bauten

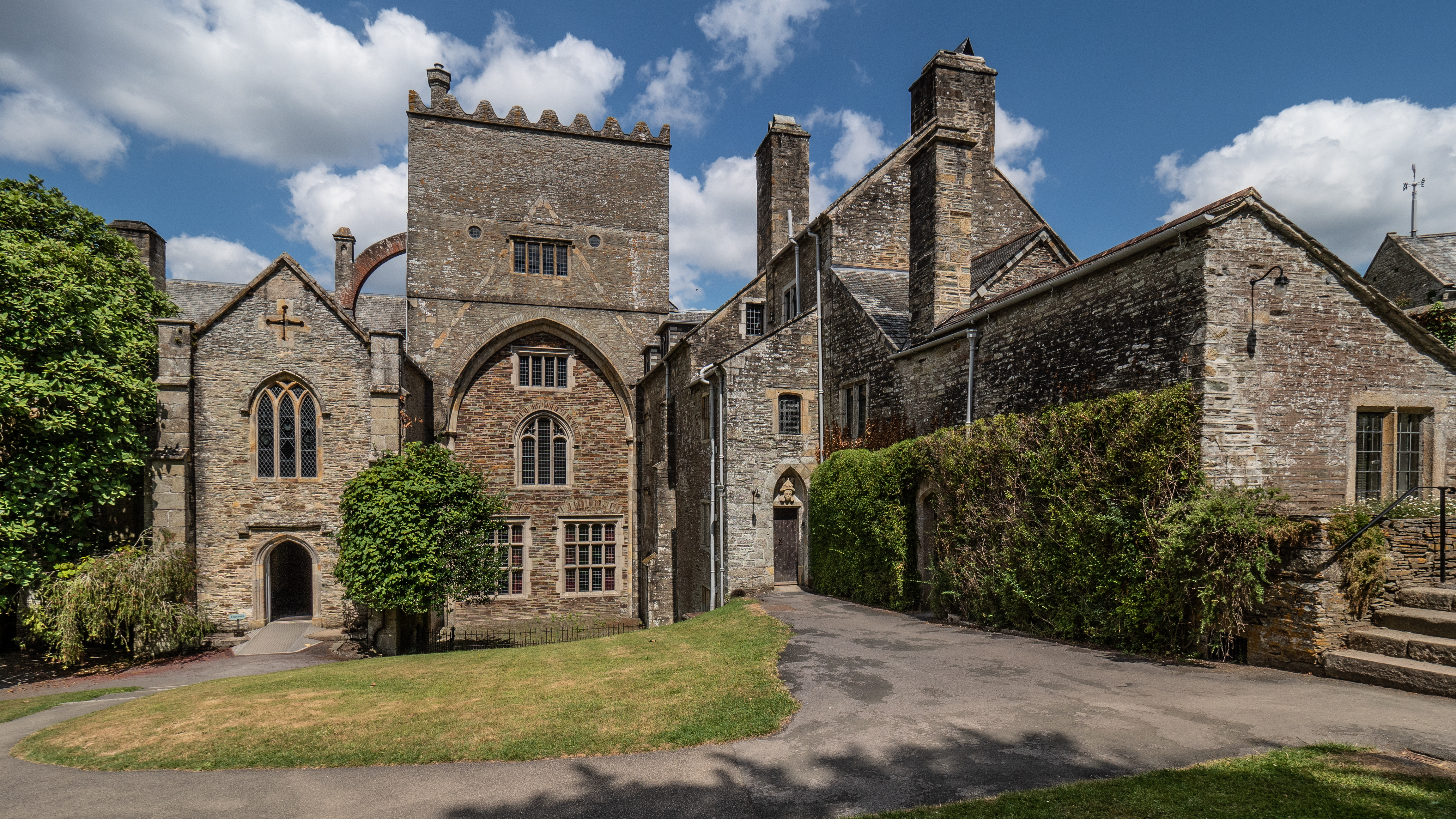
Buckland Abbey in Buckland Monachorum nahe Plymouth, Devon, Südwest-England

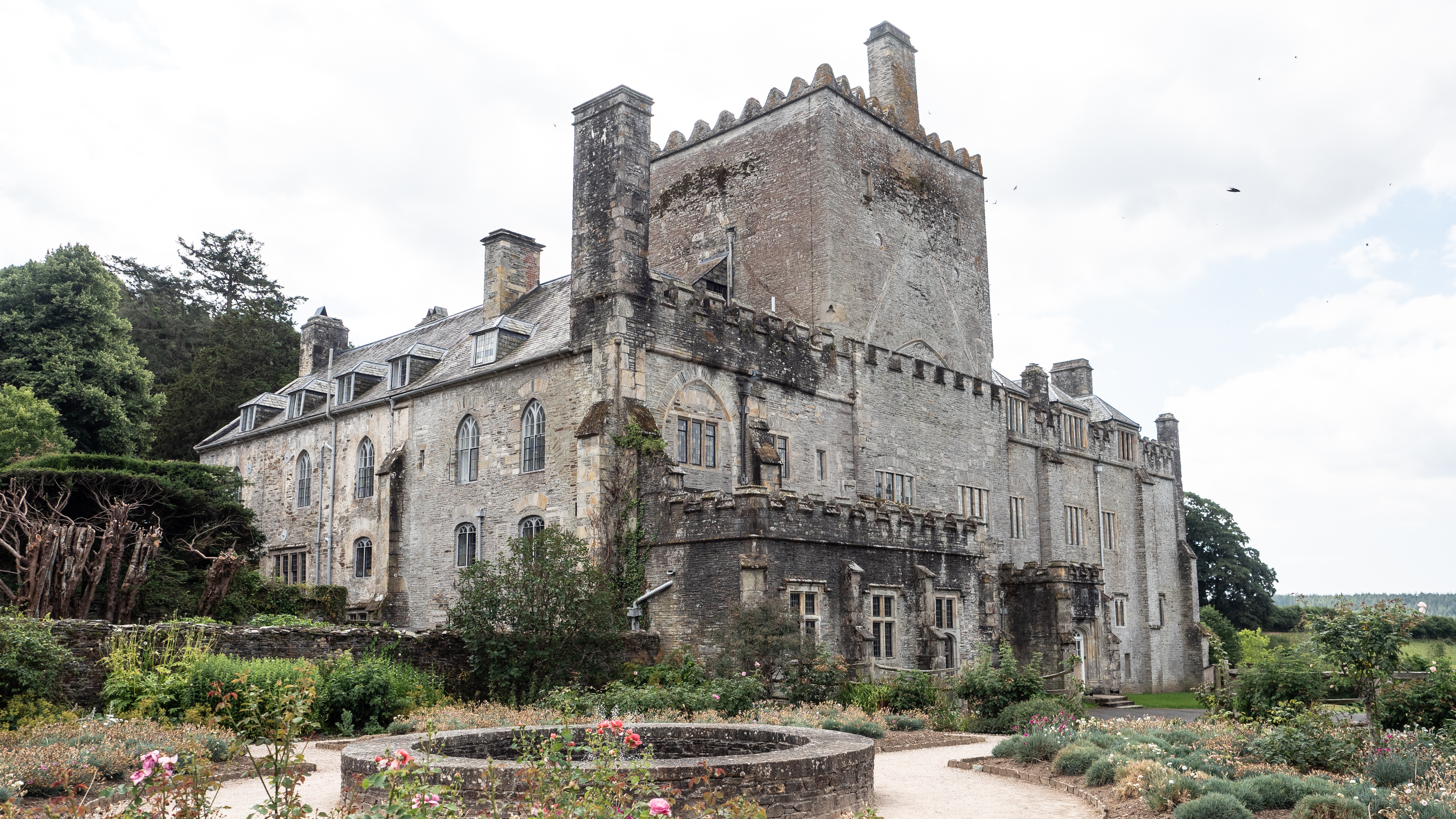
Buckland Abbey in Buckland Monachorum nahe Plymouth, Südwest-England, Devon (Rückseite)

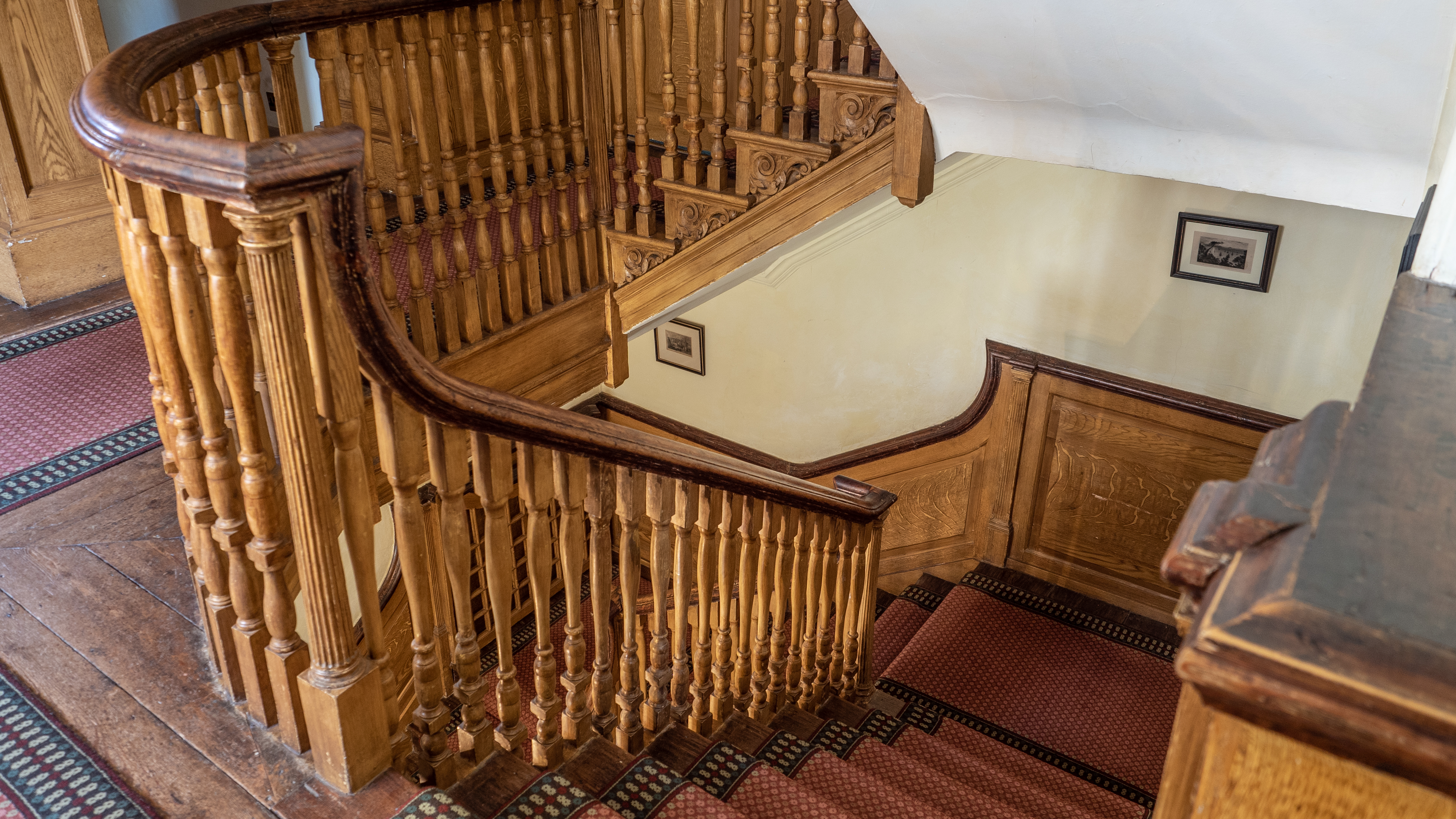
Buckland Abbey in Buckland Monachorum nahe Plymouth, Devon, Südwest-England (Treppenhaus)

Erhalten hat sich die mittelalterliche, kreuzförmige Kirche mit Vierungsturm, aber ohne Seitenschiffe, die zum Kern des neuen Hauses wurde. Die Vierung wurde zur Großen Halle, während im Presbyterium eine Hauskapelle eingerichtet wurde. Die im Norden der Kirche gelegenen Klostergebäude wurden abgebrochen. Aus dem 14. Jahrhundert hat sich eine fast 50 m lange und rund 12 m hohe Zehntscheuer östlich der Kirche erhalten.